# Església de les Esclaves del Sagrat Cor de Jesús
L'església de les Esclaves del Sagrat Cor de Jesús és un temple catòlic situat al carrer de Mallorca, 232 de Barcelona, inclòs a l'Inventari del Patrimoni Arquitectònic de Catalunya. Està vinculada amb l'escola Shalom de la mateixa congregació, a la Rambla de Catalunya, 83.

## Història
Va ser projectada per l'arquitecte Eugenio Pedro Cendoya al solar d'un magatzem annex a la casa Maury-Parés, i inaugurada el 1952, coincidint amb la beatificació de Rafaela Porras y Ayllón, fundadora de la congregació.

## Descripció
De línies clàssiques i inspiració renaixentista, és un temple de nau única, coberta amb volta de canó amb llunetes i il·luminada a través de finestrals semicirculars a la part alta dels murs laterals. L'absis és pla i està cobert per un altar de pedra.
La façana és de dues plantes; a la planta baixa s'obren tres portes d'arc de mig punt, la central més gran que les laterals, amb el timpà cec. Al primer pis només s'obre un balcó ampitat amb balustrada, alineat amb la porta central i emmarcada per unes columnes que aguanten un frontó semicircular.
Dos parells de pilastres d'ordre corinti, sobre alts pedestals, emmarquen les obertures d'e l'eix central i aguanten un entaulament amb frontó que corona la façana. A banda i banda, un mur decorat amb volutes fa una suau transició entre la planta baixa, amb un ample corresponent a tres cossos, i el central del primer pis, que correspon a la nau del temple. Els extrems de la planta baixa també estan decorats amb pilastres. El parament és de maó amb alguns elements decoratius, com ara les pilastres, columnes i timpans, destacats amb pedra.